# Robert Walpole
Robert Walpole, 1r comte d'Orford KG KB PC (Houghton (Norfolk), 26 d'agost de 1676 – Londres, 18 de març de 1745), fou un polític anglès considerat, de facto el primer que va fer de prime minister de la Gran Bretanya, a causa del domini que va exercir dins del gabinet. Membre del Partit Whig anglès, va entrar al gabinet el 1701 i en va formar part durant els regnats de Jordi I i Jordi II. Sol considerar-se que la seva administració comença el 1721, quan és designat Primer Lord del Tresor, o bé el 1730, quan es retira Charles Townshend i ell queda com l'únic i indiscutible cap del gabinet. Va haver de dimitir el 1742, a causa del desastre del Setge de Cartagena d'Índies.
Va establir una supremacia política estable per al partit Whig i va ensenyar als ministres següents la millor manera d'establir una relació de treball eficaç entre la Corona i el Parlament. Els estudiosos el classifiquen com un dels grans primers ministres britànics.

## Primers anys
Walpole va néixer a Houghton, Norfolk el 1676. Un dels 19 fills, era el tercer fill i el cinquè fill de Robert Walpole, membre de la noblesa local i un polític whig que representava el districte de Castle Rising a la Cambra dels Comuns, i la seva esposa Mary Walpole, la filla i hereva de Sir Geoffrey Burwell de Rougham, Suffolk. Horatio Walpole, primer baró Walpole era el seu germà petit.

## Educació i negocis
Quan era nen, Walpole va assistir a una escola privada a Massingham, Norfolk. Walpole va entrar a Eton College el 1690, on va ser King's Scholar. Va deixar Eton el 2 d'abril de 1696 i es va matricular al King's College, Cambridge el mateix dia. El 25 de maig de 1698 va deixar Cambridge després de la mort del seu únic germà gran, Edward, per tal que pogués ajudar el seu pare a administrar la finca familiar a la qual havia esdevingut l'hereu. Walpole havia planejat convertir-se en un clergue, però com que ara era el fill gran supervivent de la família, va abandonar la idea. El novembre de 1700 va morir el seu pare, i Robert va aconseguir heretar la finca Walpole. Un document escrit a mà amb el seu pare, del 9 de juny de 1700, mostra que la propietat familiar de Norfolk i Suffolk tenia nou cases senyorials a Norfolk i una a Suffolk.
De jove, Walpole havia comprat accions de la Companyia dels Mars del Sud, que monopolitzava el comerç amb Espanya, el Carib i Amèrica del Sud. El mercat especulatiu d'esclaus, el rom i la caoba van generar un frenesí que tenia ramificacions a tot Europa quan es va esfondrar. No obstant això, Walpole havia comprat les accions a bon preu i les havia venut quan anaven molt més cares, incrementant la seva riquesa heretada i li va permetre crear Houghton Hall tal com es veu actualment.

## Carrera política

### Inicis
La carrera política de Walpole va començar el 1701, quan va guanyar les eleccions parlamentàries, succeint en el seu escó al seu propi pare, que havia mort tres mesos abans. Aviat va demostrar una gran ambició: el 1702 va deixar el seu escó per Castle Rising i es va presentar i va guanyar les eleccions parlamentàries per King's Lynn, una localitat més importànt que havia de proporcionar-li major influència en el parlament britànic.
Com el seu pare, Walpole va ser des del principi un gelós membre del partit Whig, que per aquell temps, i gràcies als èxits de la revolució Gloriosa, dominava la política britànica en oposició al més conservador partit Tory. Després d'una reeixida carrera a Londres, l'any 1705 Walpole va ser nomenat membre del consell de l'Almirallat Britànic, cos encarregat d'administrar la marina anglesa. Aquest nomenament va enfortir la seva carrera, ja que les seves habilitats com a administrador i organitzador van ser percebudes aviat, i el 1708 Lord Godolphin, aleshores el líder informal del govern de l'reina Anna, el va nomenar Secretari d'estat de Guerra. Des d'aquest càrrec va servir com a assessor i conseller del duc de Marlborough, comandant en cap de les forces britàniques en la guerra de Successió Espanyola, que venia desenvolupant-se des de 1700. La seva proximitat a Marlborough, figura dominant en el panorama polític anglès a causa de l'íntima amistat de la seva esposa amb la reina Anna, aviat convertiria a Walpole en un dels principals membres del gabinet britànic.
L'any 1710, Lord Godolphin i bona part del partit Whig van pressionar a la justícia britànica perquè el sacerdot protestant Henry Sacheverell, que predicava sermons marcadament contraris al partit Whig, fos detingut i jutjat. El judici va ser molt impopular, causant fins i tot una revolta popular, i va acabar traient del poder el partit Whig i a Marlborough a les eleccions de 1710. El nou govern, liderat pel Tory Robert Harley, va cessar a Walpole, a qui no obstant això se li va permetre seguir fins 1711 com a tresorer de la Marina, càrrec que ocupava de manera informal des de 1708. De fet, l'speaker Harley va intentar guanyar-se a Walpole, convidant-lo a entrar al partit Tory, però Walpole ho va rebutjar, convertint-se en la bèstia negra del partit Tory a la Cambra dels Comuns.
Els Tories no van trigar a venjar-se, promovent el 1712 la reprovació formal de Walpole com a parlamentari, al·legant suposats càrrecs de corrupció. La maniobra va tenir èxit, perquè Walpole va ser expulsat del seu escó a la Cambra dels Comuns i jutjat per la Cambra dels Lords, formada en la seva major part per Tories propers al govern, i va ser condemnat a sis mesos de presó a la torre de Londres. Vist com una víctima política en un judici injust, Walpole seria reelegit com a diputat per la circumscripció de King 's Lynn el 1713. A conseqüència d'això, Walpole desenvoluparia una profunda animadversió cap a Lord Bolingbroke i el mateix Lord Oxford i Mortimer, artífexs de la seva condemna.

### Ministre amb Stanhope i Sunderland
El 1714 va morir la reina Anna, i va ser succeïda pel seu cosí llunyà Jordi I, príncep elector de Hannover. Jordi I desconfiava dels Tories, en els quals veia uns opositors al seu propi dret al tron (tradicionalment, els Tories eren favorables a la causa de la dinastia Estuard). A l'arribar al tron, va cessar al govern Tory i es va decantar de manera força explícita per un govern Whig, ja que aquests havien promogut la seva causa al tron. Així, el 1714 Robert Walpole, com a membre prominent del partit Whig, va ser nomenat Conseller Privat de Rei i Pensionari de l'Exèrcit, càrrec des del qual s'administraven les finances de l'exèrcit anglès. Igualment, va ser nomenat membre d'un comitè secret que va investigar els actes de l'anterior gabinet Tory, que va aconseguir que Robert Harley fos expulsat de la Cambra dels Comuns, i que Lord Bolingbroke fos reprovat per la Cambra dels Lords.
Lord Halifax, que havia actuat com a líder del gabinet, va morir el 1715, i Walpole, reconegut com el principal membre del partit Whig, va ser ascendit als càrrecs de primer Lord del Tresor i canceller d'Hisenda. Des d'aquests càrrecs va promoure una sèrie de reformes mercantilistes, com la creació d'un fons de garantia amb l'objecte de reduir el deute públic. No obstant això, el nou gabinet cauria aviat a causa de les friccions internes entre el seu líder, Lord Townsend, recolzat per Walpole, i alguns dels seus membres, principalment el diputat James Stanhope i Lord Sunderland. Mentre Walpole i Townsend veien com el Rei anteposava els interessos de la casa de Hannover als d'Anglaterra, Stanhope i Sunderland eren ferms partidaris de la política pro-hannoveriana. Stanhope i Sunderland van saber guanyar-se el favor del Rei al promoure el negoci prometedor de la Companyia dels Mars del Sud. Lord Townsend va caure en desgràcia, i Walpole, debilitat per això, va dimitir a l'abril de 1717.
Per motius igualment polítics, el rei havia tingut fortes diferències amb el seu fill Frederic, príncep de Gal·les, i aquest va començar a agrupar un grup de polítics Whig contraris a la política del gabinet Stanhope, entre els quals es trobava Walpole, qui travaria amistat amb el futur Jordi II. No obstant això, el descontentament popular amb la política hannoveriana del govern va fer que, davant la possibilitat de perdre les eleccions, Stanhope i Sunderland haguessin de reconciliar-se amb els seus opositors Whig, i van nomenar a Walpole president del Consell Reial, càrrec que va suposar la seva tornada de nou al govern, en contra dels desitjos del príncep de Gal·les, que encara menyspreava el gabinet del seu pare.

### L'ascens al poder
Poc després de tornar al govern, el regne de la Gran Bretanya es va veure sacsejat per una profunda crisi econòmica sorgida arran de la fallida de la Banca Law (1720) a França i de l'esclat de la bombolla de la Companyia dels Mars de Sud a la pròpia Anglaterra.
La Companyia dels Mars de Sud havia estat fundada per Lord Oxford i el partit Tory com a instrument polític sota el seu control amb el qual poder exercir un ferm control econòmic sobre les finances públiques angleses. En aquell moment, el Banc d'Anglaterra, fundat el 1694, estava sota control Whig, i davant l'ascens dels Tories de Harley al poder s'havia oposat a finançar qualsevol mesura monetària expansiva destinada a finançar les activitats del govern Tory. En resposta, Robert Harley i els Tories van crear la Companyia dels Mars del Sud. En principi, la Companyia tenia per objecte gestionar l'espai comercial que la Gran Bretanya havia guanyat d'Espanya arran de la pau d'Utrecht, en virtut del qual la Gran Bretanya havia adquirit certs drets comercials amb les colònies espanyoles a Amèrica de Sud. En realitat, la Companyia tenia per objecte la gestió del deute públic britànic.
Davant els immillorables tipus d'interès que va començar a oferir per col·locar el deute públic britànic, i a causa de les excel·lents i exagerades perspectives de la recent obertura al comerç amb les colònies espanyoles, les accions de la Companyia van patir una espiral especulativa que es va veure inicialment truncada quan, el 1718, Felip V va revisar els privilegis comercials d'Anglaterra amb les colònies espanyoles, limitant-los molt. Així i tot, la gestió del deute públic va permetre a la Companyia mantenir-se, i continuar amb èxit les seves activitats.
L'any 1714 la Companyia va quedar en mans d'un govern Whig del què Walpole en formava part, i va ser refermada per Stanhope i Sunderland com un instrument de gestió del deute públic. La pau d'Utrecht havia reduït la despesa pública considerablement, de manera que les finances públiques angleses estaven prou enfortides com per fer la inversió en deute de la Companyia prou atractiva. Arran de les exagerades projeccions de beneficis, la desinformació i pràctiques empresarials ratllant l'estafa, molts petits inversors van començar a col·locar els seus actius líquids en deute de la Companyia, i el valor dels bons i accions de la mateixa es va disparar: de 180 lliures per acció al gener de 1720 es va passar a 1.000 lliures per acció a l'agost de 1720. No obstant això, els desequilibris entre el valor nominal i la cotització dels bons era immens, i, esperonat per les notícies de la fallida de la Banca Law a França, aviat va començar a sospitar-se que la Companyia, que des de 1718 amb prou feines podia dedicar-se al comerç amb el Carib, no disposava d'eines per fer efectiu el nominal de les accions. Això va produir que molts inversors, des d'agost de 1720, sol·licitessin recuperar els seus dipòsits a la Companyia, produint la seva fallida, sense liquiditat per atendre els requeriments, i la caiguda de les seves accions en borsa, que el desembre de 1720 tornaven a valer 100 lliures per acció.

### Primer ministre sota el regnat de Jordi I
L'esclat de la bombolla va arruïnar un gran nombre d'inversors, i es va crear una comissió parlamentària per investigar l'escàndol. Arran de la mateixa, es va descobrir una intricat embolic de corrupteles en què estaven implicats bona part dels membres del gabinet, entre ells els propis Stanhope i Sunderland. La mort del segon el 1721 i la forçada dimissió del primer van deixar a Walpole com la principal figura del gabinet, de manera que l'abril de 1721 va ser nomenat primer Lord del Tresor, canceller de l'Exchequer i líder de la Cambra dels Comuns. A partir d'aquest moment i fins a 1742, Walpole actuaria com a primer ministre de facto de la Gran Bretanya. Cal assenyalar, però, que el càrrec de primer ministre no existia de manera oficial a la Gran Bretanya; de fet, el títol oficial del primer ministre britànic sempre ha estat el de primer Lord del Tresor, en virtut de la tradició iniciada per Robert Walpole, que va ocupar aquest càrrec durant tot el seu mandat, i pel que és reconegut com el primer ministre britànic.
L'acció política de Walpole va encarar des del primer moment la crisi econòmica, rescatant a la Companyia dels Mars del Sud mitjançant la injecció de diners públics i el seu posterior desmembrament en dues companyies de gestió de deute, el Banc d'Anglaterra i la Companyia Britànica de les Índies Orientals (HEICS), i tractant de pal·liar la crisi de liquiditat del sistema econòmic britànic, que s'havia ressentit a causa de la fallida de la Banca Law de França. Després del seu èxit en aquesta acció, Walpole va aconseguir guanyar-se el suport de bona part del partit Whig. Paral·lelament, va desenvolupar una política d'aliances amb les potències protestants. El descobriment d'una conspiració jacobita el 1721 va ajudar a reforçar la seva posició, al temps que la pròpia ascendència de Walpole sobre el Rei aconseguia que aquest s'anés desentenent cada vegada més de les tasques de govern, debilitant així el paper del monarca, que delegaria tota la tasca de govern en Walpole.

### Primer ministre sota el regnat de Jordi II
Al març de 1726 es va produir la mort en estranyes circumstàncies de la seva germana Dorothy. El 1727, amb la mort de Jordi I, la posició de Walpole al govern va semblar trontollar, al pujar al tron el seu antic enemic Jordi II. No obstant això, aconsellat per la reina Carolina, amiga de Walpole, Jordi II va decidir mantenir-lo en el càrrec. Des 1727, la política exterior de Walpole va estar orientada cada vegada més cap a una entesa amb Àustria, potència catòlica que refrenava les ànsies expansionistes de Prússia. L'any 1731, per rubricar l'acostament, Walpole va enviar a Lord Chesterfield, parent del seu antic rival Stanhope, a Viena amb la intenció de negociar una aliança amb Àustria. Això va provocar un enfrontament amb Lord Townsend, qui no veia amb bons ulls una aliança amb una potència catòlica. No obstant això, l'èxit de Chesterfield, que es va traduir en la signatura del tractat de Viena de 1731, va desplaçar políticament a Townsend, deixant a Walpole totalment a càrrec de la facció Whig del govern.
La influència de Walpole no va deixar de créixer. Es va fer amb una sòlida majoria de seguidors al Parlament, i durant la dècada dels trenta va exercir un control estricte sobre la vida política anglesa. Això, juntament amb la seva escandalosa vida privada, li va valer ser objecte de fortes crítiques, que es van plasmar en els escrits i obres de teatre satíriques d'autors com John Gay, Jonathan Swift, Alexander Pope, Samuel Johnson i Henry Feilding. Les obres teatrals d'aquest últim, en què els atacs contra Walpole no deixaven de créixer, van fer que aquest promogués al parlament una de les seves lleis més cèlebres, la Theatrical Licensing Act de 1737, que establia una censura prèvia de les obres representades en teatres. Això va acabar amb les crítiques obertes contra Walpole, però no només no les va refrenar, sinó que les va avivar. Aviat Walpole passaria a ser vist com un dictador i un tirà.

### Caiguda
El 1737, amb la mort de la reina Carolina de Gran Bretanya, la posició de Walpole va començar a afeblir-se. Desgastat per l'exercici del poder i la impopularitat d'algunes de les seves polítiques, una creixent oposició Whig, encapçalada per George Grenville i William Pitt "el Vell" va començar a trobar-se a la camarilla de Frederic príncep de Gal·les, i Walpole va començar a ser atacat en el Parlament.
Com a manera de rellançar el seu lideratge, Walpole va iniciar, a contracor, l'anomenada Guerra de l'Orella de Jenkins contra Espanya. En virtut dels acords sorgits de la pau d'Utrecht, Anglaterra havia adquirit drets de comerç en les colònies espanyoles d'Amèrica. Aquests drets, considerats abusius i no vinculants (els havia negociat França) havien estat revocats per Felip V el 1718, iniciant-se entre els dos països una sèrie de disputes comercials que van culminar quan Robert Jenkins, un contrabandista i corsari anglès, va declarar davant el Parlament que un inspector de duanes espanyol li havia tallat l'orella durant una inspecció. El Parlament va declarar la guerra, i es va preparar una de les expedicions militars més desastroses de la història: l'assetjament de Cartagena de Indias el 1741. El 1741, noliejant una armada de 195 navilis, Anglaterra va enviar un contingent armat d'uns 30.000 homes a prendre Cartagena d'Indias. Encara que la ciutat estava protegida per poc més de 3.000 homes (capitanejats per Blas de Lezo) i 6 navilis, els anglesos, pèssimament dirigits per l'almirall Edward Vernon, van ser derrotats de forma humiliant, patint unes 18.000 baixes. Si bé Espanya va fracassar en el seu intent d'envair la colònia anglesa de Geòrgia, Walpole, que havia venut l'expedició com una cosa segura, no va poder mantenir-se al poder: malgrat intentar encobrir la derrota, l'assumpte es va acabant fent públic, i l'any 1742 va perdre les eleccions parlamentàries, arran de la qual es va presentar una moció de censura en contra al Parlament (en aquell temps, el govern el nomenava el Rei, no el Parlament). Walpole va haver de dimitir, encara que va ser recompensat pel Rei, que el va nomenar comte d'Orford i membre de la Cambra dels Lords.
La marxa de Walpole va suposar la fi de l'aliança estratègica amb Àustria, cosa que va coincidir amb la mort de l'emperador Carles VII sense descendència masculina, el que va ser aprofitat per Prússia per envair la Silèsia amb el suport de Baviera, el que va esperonar l'inici de l'anomenada guerra de Successió Austríaca. El nou gabinet anglès, encapçalat per Lord Wilmington, no va saber reaccionar davant els nous esdeveniments i va caure el 1743; els partidaris de Walpole van creure que aquest ressorgiria com a líder de govern. No obstant això, mancat de suports seriosos dins el partit Whig, i davant la creixent influència del partit Tory, Walpole va haver de resignar-se i es va retirar definitivament de la vida pública. Encara que va seguir exercint certa influència política, no va tornar a aparèixer pel parlament, morint a Londres l'any 1745, a l'edat de 69 anys.